# Jean-Charles de Watteville
 (novembre 2021).
Si vous disposez d'ouvrages ou d'articles de référence ou si vous connaissez des sites web de qualité traitant du thème abordé ici, merci de compléter l'article en donnant les références utiles à sa vérifiabilité et en les liant à la section « Notes et références ».
Pour les articles homonymes, voir Watteville.
Jean Charles de Joux de Watteville, marquis de Batteville, né en 1628 au Château-Vilain à Bourg de Sirod et mort le 14 avril 1699 à Pampelune, est un militaire comtois au service de l'Espagne. Il est aussi diplomate et vice-roi de Navarre pour Philippe IV d'Espagne.

## Famille et origines
Jean Charles de Watteville est issu d'une famille noble originaire de Berne en Suisse qui refusa la Réforme et qui s'installa dans le comté de Bourgogne. Cette famille se mit au service des ducs de Savoie au tout début du XVIIe siècle avant de revenir dans leur fief jurassien.
Il est le fils de Philippe-Francois de Joux de Watteville, comte de Bussolin, un des chefs militaires comtois les plus talentueux de la guerre de Dix ans, qui remporta plusieurs batailles dans le Bugey. Il meurt de la peste lors du siège de Bletterans en 1637 qu'il défend contre les français.
Son grand-père, Gérard de Watteville, est commandant en chef des troupes comtoise de 1633 à 1637. Officier expérimenté, il avait auparavant servis en Savoie pendant la guerre franco-savoyarde.
Il est la deuxième personne à obtenir le titre de marquis de Conflans qui lui est transmis par son grand-père. Jean Charles est le neveu au 2e degré du baron Charles de Watteville, conseiller du prince Philippe d'Espagne et militaire expérimenté avec lequel il était parfois en contact en qualité d'ambassadeur à Londres.

## Carrière militaire
Il commence sa carrière chez les cuirassiers du baron de Clinchamps, dont il est nommé capitaine en 1649, à la création de l'un des premiers tercios de cavalerie aux Pays-Bas espagnols. Le 25 juin 1653, il est nommé mestre de camp du tercio du prince de Hesse-Hambourg qui deviendra le régiment de cavalerie « Farnèse », qui est aujourd'hui l'un des plus anciens régiments d'Europe. Il commande ce régiment en 1656 lors de la victoire sur les Français de La Ferté et Turenne à la bataille de Valenciennes .
Lors de la défaite à la bataille des Dunes en 1658, Watteville combat dans le Corps des Flandres espagnoles aux côtés des royalistes anglais et d'un petit corps de Frondeurs français . Quand il protégea le futur roi Charles II (Angleterre) avant la capture par les redcoats de Cromwell. Watteville lui-même est fait prisonnier des anglo-français. Cependant, il a pu se racheter à ses frais et a continué à commander son Tercio jusqu'à la fin des hostilités en 1659.

## Diplomate en Angleterre
En juillet 1660, il est envoyé à Londres en tant qu'ambassadeur extraordinaire pour féliciter le roi Charles II d'Angleterre - son ancien compagnon d'armes - pour son accession au trône après la restauration de la monarchie anglaise provoquée par la mort de Cromwell. Cela se produit peu de temps après que Charles II mit fin à l'ère de la République anglaise avec son accession au trône le 29 mai 1660. À Londres, Jean-Charles attend l'arrivée de son oncle Charles de Watteville, qui est envoyé à Londres le 7 septembre 1660 en tant qu'ambassadeur d'Espagne à la cour d'Angleterre. Jean-Charles lui-même revient après avoir remis démission, probablement avant 1661, à Ostende en Flandres.

## Retour à la carrière militaire
Jean-Charles est fait marquis de Batteville et est promu général de cavalerie en Flandres. Le 15 décembre 1667, il est promu sergent général et passe donc le commandement de son tercio au comte de Trauttmansdorf. Peu de temps après, il siège au Conseil de guerre de Bruxelles et reprend la compagnie que Francisco de Rye, marquis de Varembon, avait détenue, une cavalerie lourde d'élite commandée uniquement par les plus importantes familles nobles des Pays-Bas et Bourgogne.
Pendant la guerre suivante contre la France (1672-1678), il est gouverneur général par intérim de la province de Namur (1674-75) et gouverneur espagnol du Luxembourg (1676) et est récompensé par Charles II avec le titre de chevalier de l'ordre de la Toison d'or le 26 septembre 1675. Au début de l'année suivante, il planifie et réalise un coup de main audacieux en territoire ennemi, au cours duquel il prend et saccage la ville de Châtelet le 4 janvier 1676 avant de regagner Cambrai.
Le 3 janvier 1678, il se voit confier la défense d'Ypres, qui est assiégée par les Français, jusqu'à ce qu'il soit contraint de se rendre après avoir perdu la contrescarpe de la citadelle lors d'une attaque nocturne (25 mars 1678) réalisée grâce à l'utilisation en masse des projectiles incendiaires. Sa défense, décrite deux siècles plus tard par Cánovas del Castillo comme « très honorable », fut l'épilogue de la domination espagnole sur cette ville, qui fut finalement cédée à la France en 1678 à la suite de la paix de Nimègue.

## Accès aux hautes fonctions et décès
En octobre 1681, il est nommé gouverneur du royaume de Galice, poste qu'il occupe entre 1682 et 1684. En mars de cette année, il est appelé en Navarre pour commander le corps d'armée avec le grade de maître général de campagne (maestre de campo general), qui devait être transféré en Catalogne. Il le supervise le 7 août de cette année, après quoi il prend temporairement le gouvernement de Navarre après la mort du vice-roi Ñigo de Velandia Arce y Arellano.
Il devient plus tard conseiller de guerre à la cour, puis maître général de campagne de Catalogne et, à partir de 1689, gouverneur de guerre de la principauté, en cette qualité il commanda l'armée. Il participe également à la bataille de Ter (1694) et au siège infructueux de Palamós (1695). En mars 1697, il obtient le pouvoir sur la vice-royauté de Navarre. Sa vice-royauté ne durera que peu de temps, car il y meurt peu après en tant que gouverneur de Pampelune.

## Famille
Jean-Charles est l'époux de Desle de Beaufremont, fille de Joashen de Beaufremont, marquis de Listenoy, et Marguerite de Rey. Ils ont ensemble trois enfants :
- Charles-Emmanuel (1656-1728), 3e marquis de Conflant, chevalier de l'ordre de la Toison d'or (1er décembre 1700). Époux de Isabel-Teresa de Merode (décédée en 1733), fille de Ferdinand de Merode et de Marie-Célestine de Longval.
- Jean-Charles (1657-1679), comte de Bussolin.
- Jean-Chrétien (1658-1725), marquis de Batteville. Il sert dans l'armée française, commandeur de l'ordre de Saint-Louis.